# Убийство Душана Йовановича
Убийство Душана Йовановича (серб. Убиство Душана Јовановића) — резонансное преступление, произошедшее 18 октября 1997 года в центре Белграда, в ходе которого два 17-летних наци-скинхеда убили 13-летнего цыганского мальчика. Единственной причиной убийства Душана Йовановича стала его этническая принадлежность.

## Убийство
13-летний Душан Йованович вместе с семьёй проживал в доме на Белградской улице, недалеко от площади «Славия» Белграда. Вечером 18 октября 1997 года отец мальчика Александр дал ему немного денег и отправил его в ближайший продуктовый магазин за бутылкой «Кока-колы». По дороге на Душана напали двое членов крайне правого движения скинхедов в состоянии алкогольного опьянения. Узнав о цыганском происхождении мальчика, они отобрали у него деньги, повалили на землю, начали пинать металлическими носками своих сапог и бить оторванным куском водосточной трубы до тех пор, пока он не перестал подавать признаков жизни. Душан скончался на месте от перелома шеи.

## Арест и наказание
В течение нескольких часов после преступления полиция задержала двух 17-летних подростков, причастных к убийству: Милана Чуича и Иштвана Фендрика из Земуна. В марте 1998 года Белградским районным судом они были приговорены к максимальному на тот момент в Югославии наказанию для несовершеннолетних — 10 годам заключения в колонии — и были направлены в исправительное учреждение города Валево. Позже суд смягчил приговор: Фендрик был освобождён 1 апреля, а Чуич — 30 апреля 2004 года.
Спустя четыре года после убийства Фендрик согласился дать интервью местному еженедельнику «НИН». Он утверждал, что не является ни членом какой-либо политической партии, ни неонацистом, ни членом фанатских радикалов футбольного клуба «Рад» (как предполагал ряд СМИ), однако признал, что на момент совершения преступления придерживался крайне правых взглядов. В ходе интервью, а также после своего освобождения, Фендрик проявлял раскаяние в своём преступлении. Чуич же публично заявил, что не испытывает никаких угрызений совести.

## Последствия
Душана Йовановича похоронили через два дня после убийства. На церемонию прощания с мальчиком пришло сотни неравнодушных горожан.
Гибель Душана стала не последним трагическим событием в семье Йовановичей. По словам Кристины, младшей сестры мальчика, родившейся через три года после его смерти, не сумевшая смириться с гибелью сына мать неоднократно пыталась покончить жизнь самоубийством: пила соляную кислоту, глотала таблетки, а 12 июля 2015 года, незадолго до 18-летия со дня смерти Душана, её нашли повешенной. Через три года после смерти Душана его отец перенёс первый инфаркт, позднее случилось ещё несколько сердечных приступов, он пережил два кровоизлияния в мозг, в результате тромбоза лишился обеих ног; скончался в конце 2016 года.
18 октября 2007 года, в день 10-й годовщины трагедии, на фасаде дома № 33 по улице Белградской, напротив которого был убит Душан Йованович, президент Сербии Борис Тадич открыл мемориальную доску в память о мальчике. Инициатором её установки стал Союз цыган Сербии, а его председатель Райко Джюрич подчеркнул, что эта достопримечательность станет символом сострадания, понимания и любви.